# ديفيد إيدجيرتون
ديفيد إيدجيرتون (بالإنجليزية: David Edgerton)‏ هو رائد أعمال أمريكي، ولد في 26 مايو 1927 في لبنان في الولايات المتحدة، وتوفي في 3 أبريل 2018 في ميامي في الولايات المتحدة.

## وصلات خارجية
- ديفيد إيدجيرتون على موقع إن إن دي بي (الإنجليزية)